# Fabomotizol
Afobazol je lek sa anksiolitičkim i neurozaštitnim dejstvom. On ne deluje kao sedativ ili relaksant mišića, te je stoga njegovo dejstvo selektivnije od mnogih drugih lekova sa sličnom primenom. Ovaj lek se pojavio na ruskom tržištu ranih 2000-ih.
Mehanizam dejstva afobazola je delimično poznat. Smatra se da promoviše oslobađanje GABA, NGF i BDNF, da je antagonist MT1 i MT3 receptor, kao i agonist sigma receptora.
Klinička ispitivanja su pokazala da je afobazol dobro tolerisan i da je efikasan u lečenju anksioznosti. Šira klinička ispitivanja izvan Rusije još nisu izvršena.